# Cerkiew św. Michała Archanioła w Moskwie
Cerkiew św. Michała Archanioła – prawosławna cerkiew w Moskwie, na terenie dawnej wsi Tropariowo, obecnie w granicach administracyjnych miasta. 
Cerkiew została wzniesiona w latach 1693–1694, na miejscu dwóch starszych świątyń, i funkcjonowała do 1937. Zwrócona parafii prawosławnej w 1989 jako pierwsza z parafialnych świątyń na terenie Moskwy zarekwirowanych na mocy decyzji władz radzieckich.
W świątyni służy jako protodiakon profesor teologii i kandydat nauk filozoficznych, pracownik naukowy Uniwersytetu Moskiewskiego, zaś w latach 2004–2013 także Moskiewskiej Akademii Duchownej, Andriej Kurajew.